# レインボウ・コネクション〜アズ・タイム・ゴーズ・バイ
『レインボウ・コネクション〜アズ・タイム・ゴーズ・バイ』（原題：As Time Goes By）は、カーペンターズが2001年に発表したアルバム。日本で先行発売された。

## 解説
デビュー前の1967年に行われたデモ録音から、アルバム『メイド・イン・アメリカ』（1981年発表）のアウトテイクまで広い時期の未発表音源を収録している。ただし、リチャード・カーペンターが1999年にオーバー・ダビングを施した曲も多い。
「カレン/エラ・メドレー」は、エラ・フィッツジェラルドとの共演だが、録音は、まずカレン・カーペンターがA&Mスタジオで自分のパートを録音した後、フィッツジェラルドがABCテレビのスタジオで録音するという過程で行われた。「カーペンターズ/コモ・メドレー」は、ペリー・コモとの共演。
「レインボウ・コネクション」は、日本のテレビドラマ『恋がしたい恋がしたい恋がしたい』の主題歌に起用され、「リーヴ・イエスタデイ・ビハインド」は、同ドラマの挿入歌に起用された。

## 収録曲
1. ウィザウト・ア・ソング - "Without a Song" (Edward Eliscu, Billy Rose, Vincent Youmans) - 1:59
  - テレビ特別番組『ミュージック・ミュージック・ミュージック』（1980年5月16日放映）より
2. メドレー - "Medley: Superstar / Rainy Days and Mondays" - 3:07
  - a.スーパースター - "Superstar" (Bonnie Bramlett, Leon Russell)
  - b.雨の日と月曜日は - "Rainy Days and Mondays" (Paul Williams, Roger Nichols)
  - 1976年12月8日放映のテレビ特別番組より
3. ひとりぼっちのあいつ - "Nowhere Man" (John Lennon, Paul McCartney) - 2:53
  - 1967年録音
4. アイ・ガット・リズム - "I Got Rhythm" (George Gershwin, Ira Gershwin) - 4:41
  - テレビ特別番組『ミュージック・ミュージック・ミュージック』（1980年5月16日放映）より
5. ダンシング・イン・ザ・ストリート - "Dancing in the Street" (Ivy Hunter, Marvin Gaye, William "Mickey" Stevenson) - 1:58
  - テレビ特別番組『スペース・エンカウンターズ』（1978年5月17日放映）より
6. ディジー・フィンガーズ - "Dizzy Fingers" (Edward Confrey) - 2:26
  - テレビ特別番組『ミュージック・ミュージック・ミュージック』（1980年5月16日放映）より
7. ユーアー・ジャスト・イン・ラヴ - "You're Just in Love" (Irving Berlin) - 3:53
  - テレビ特別番組『ミュージック・ミュージック・ミュージック』（1980年5月16日放映）より
8. カレン/エラ・メドレー - "Karen/Ella Medley" - 5:57
  - a.マスカレード - "This Masquerade" (L. Russell)
  - b.マイ・ファニー・ヴァレンタイン - "My Funny Valentine" (Richard Rogers, Lorenz Hart)
  - c.アイル・ビー・シーイング・ユー - "I'll Be Seeing You" (Samuel Feinberg, Irvin Kahal)
  - d.サムワン・トゥ・ウォッチ・オーヴァー・ミー（やさしき伴侶を） - "Someone to Watch Over Me" (G. Gershwin, I. Gershwin)
  - e.アズ・タイム・ゴーズ・バイ - "As Time Goes By" (Herman Hupfeld)
  - f.ドント・ゲット・アラウンド・マッチ・エニィモア - "Don't Get Around Much Anymore" (Duke Ellington, Bobby Russell)
  - g.アイ・レット・ア・ソング・ゴー・アウト・オブ・マイ・ハート - "I Let a Song Go out of My Heart" (Henry Nemo, John Redmond, Irving Mills, D. Ellington)
  - テレビ特別番組『ミュージック・ミュージック・ミュージック』（1980年5月16日放映）より
9. メドレー - "Medley: Close Encounters/Star Wars" - 5:59
  - a.未知との遭遇 - "Close Encounters" (John Williams)
  - b.スター・ウォーズ - "Star Wars" (J. Williams)
  - テレビ特別番組『スペース・エンカウンターズ』（1978年5月17日放映）より
10. リーヴ・イエスタデイ・ビハインド - "Leave Yesterday Behind" (Fred Karlin) - 3:31
  - 1978年録音
11. カーペンターズ/コモ・メドレー - "Carpenters/Como Medley" - 6:54
  - a.イエスタデイ・ワンス・モア - "Yesterday Once More" (Richard Carpenter, John Bettis)
  - b.マジック・モーメンツ - "Magic Moments" (Burt Bacharach, Hal David)
  - c.シング - "Sing" (Joe Raposo)
  - d.キャッチ・ア・フォーリング・スター - "Catch a Falling Star" (Lee Pockriss, Paul Vance)
  - e.遙かなる影 - "Close to You" (B. Bacharach, H. David)
  - f.イッツ・インポッシブル - "It's Impossible" (Sid Wayne, Armando Manzanero)
  - g.愛のプレリュード - "We've Only Just Begun"' (P. Williams, R. Nichols)
  - h.アンド・アイ・ラヴ・ユー・ソー - "And I Love You So" (Don McLean)
  - i.ドント・レット・ザ・スターズ・ゲット・イン・ユア・アイズ - "Don't Let the Stars Get in Your Eyes" (Slim Willet, Cactus Pryor, Barbara Trammel)
  - j.イエスタデイ・ワンス・モア - "Yesterday Once More" (R. Carpenter, J. Bettis)
  - テレビ特別番組『ペリー・コモ・クリスマス・ショウ』（1974年12月放映）より
12. 夢のカリフォルニア - "California Dreamin'" (John Phillips, Michelle Phillips) - 2:30
  - 1967年録音
13. レインボウ・コネクション - "The Rainbow Connection" (Paul Williams, Kenneth Ascher) - 4:34
  - 1980年録音
14. ヒッツ・メドレー'76 - "Hits Medley '76" - 8:10
  - a.シング - "Sing" (J. Raposo)
  - b.遙かなる影 - "Close to You" (B. Bacharach, H. David)
  - c.ふたりの誓い - "For All We Know" (F. Karlin, James Griffin, Robb Wilson)
  - d.涙の乗車券 - "Ticket to Ride" (J. Lennon, P. McCartney)
  - e.オンリー・イエスタデイ - "Only Yesterday" (R. Carpenter, J. Bettis)
  - f.愛は夢の中に - "I Won't Last a Day Without You" (P. Williams, R. Nichols)
  - g.愛にさよならを - "Goodbye to Love" (R. Carpenter, R. Nichols)
  - 1976年12月8日放映のテレビ特別番組より
15. アンド・ホエン・ヒー・スマイル - "And When He Smiles" - 3:02
  - 隠しトラック。1971年にBBCの特別番組用に録音